# Kanton Châteaumeillant
Der Kanton Châteaumeillant ist ein französischer Wahlkreis im Département Cher und in der Region Centre-Val de Loire. Er umfasst 38 Gemeinden im Arrondissement Saint-Amand-Montrond. Im Rahmen der landesweiten Neuordnung der französischen Kantone wurde er im Frühjahr 2015 erheblich erweitert.

## Gemeinden
Der Kanton besteht aus 38 Gemeinden mit insgesamt 14.154 Einwohnern (Stand: 1. Januar 2022) auf einer Gesamtfläche von 1.008,37 km²:
| Gemeinde                    | Einwohner 1. Januar 2022 | Fläche km² | Dichte Einw./km² | Code INSEE | Postleitzahl |
| --------------------------- | ------------------------ | ---------- | ---------------- | ---------- | ------------ |
| Ainay-le-Vieil              | 191                      | 13,77      | 14               | 18002      | 18200        |
| Arcomps                     | 269                      | 20,14      | 13               | 18009      | 18200        |
| Ardenais                    | 203                      | 17,55      | 12               | 18010      | 18170        |
| Beddes                      | 105                      | 12,92      | 8                | 18024      | 18370        |
| Châteaumeillant             | 1.666                    | 42,48      | 39               | 18057      | 18370        |
| Chezal-Benoît               | 762                      | 46,46      | 16               | 18065      | 18160        |
| Culan                       | 777                      | 20,23      | 38               | 18083      | 18270        |
| Épineuil-le-Fleuriel        | 447                      | 41,60      | 11               | 18089      | 18360        |
| Faverdines                  | 134                      | 18,51      | 7                | 18093      | 18360        |
| Ids-Saint-Roch              | 287                      | 27,83      | 10               | 18112      | 18170        |
| Ineuil                      | 216                      | 27,48      | 8                | 18114      | 18160        |
| La Celette                  | 204                      | 24,81      | 8                | 18041      | 18360        |
| La Celle-Condé              | 191                      | 30,94      | 6                | 18043      | 18160        |
| La Perche                   | 192                      | 10,45      | 18               | 18178      | 18200        |
| Le Châtelet                 | 920                      | 32,80      | 28               | 18059      | 18170        |
| Lignières                   | 1.325                    | 21,88      | 61               | 18127      | 18160        |
| Loye-sur-Arnon              | 301                      | 34,15      | 9                | 18130      | 18170        |
| Maisonnais                  | 228                      | 26,95      | 8                | 18135      | 18170        |
| Montlouis                   | 110                      | 18,98      | 6                | 18152      | 18160        |
| Morlac                      | 274                      | 32,38      | 8                | 18153      | 18170        |
| Préveranges                 | 522                      | 38,16      | 14               | 18187      | 18370        |
| Reigny                      | 228                      | 24,61      | 9                | 18192      | 18270        |
| Rezay                       | 203                      | 21,26      | 10               | 18193      | 18170        |
| Saint-Baudel                | 251                      | 30,09      | 8                | 18199      | 18160        |
| Saint-Christophe-le-Chaudry | 94                       | 17,52      | 5                | 18203      | 18270        |
| Saint-Georges-de-Poisieux   | 435                      | 15,61      | 28               | 18209      | 18200        |
| Saint-Hilaire-en-Lignières  | 496                      | 53,78      | 9                | 18216      | 18160        |
| Saint-Jeanvrin              | 166                      | 17,53      | 9                | 18217      | 18370        |
| Saint-Maur                  | 258                      | 25,62      | 10               | 18225      | 18270        |
| Saint-Pierre-les-Bois       | 272                      | 20,38      | 13               | 18230      | 18170        |
| Saint-Priest-la-Marche      | 249                      | 20,33      | 12               | 18232      | 18370        |
| Saint-Saturnin              | 440                      | 39,04      | 11               | 18234      | 18370        |
| Saint-Vitte                 | 121                      | 16,38      | 7                | 18238      | 18360        |
| Saulzais-le-Potier          | 476                      | 32,38      | 15               | 18245      | 18360        |
| Sidiailles                  | 295                      | 31,96      | 9                | 18252      | 18270        |
| Touchay                     | 224                      | 23,41      | 10               | 18266      | 18160        |
| Vesdun                      | 544                      | 48,61      | 11               | 18278      | 18360        |
| Villecelin                  | 78                       | 9,39       | 8                | 18283      | 18160        |
| Kanton Châteaumeillant      | 14.154                   | 1.008,37   | 14               | 1808       | –            |

Bis zur landesweiten Neuordnung der französischen Kantone im März 2015 gehörten zum Kanton Châteaumeillant die elf Gemeinden Beddes, Châteaumeillant, Culan, Préveranges, Reigny, Saint-Christophe-le-Chaudry, Saint-Jeanvrin, Saint-Maur, Saint-Priest-la-Marche, Saint-Saturnin und Sidiailles. Sein Zuschnitt entsprach einer Fläche von 290,40 km2. Er besaß vor 2015 einen anderen INSEE-Code als heute, nämlich 1809.

## Politik
| Vertreter im Departementrat | Vertreter im Departementrat    | Vertreter im Departementrat |
| Amtszeit                    | Namen                          | Partei                      |
| --------------------------- | ------------------------------ | --------------------------- |
| 2015–                       | Marilyne Brossat Daniel Fourre | UD                          |